# 우르드

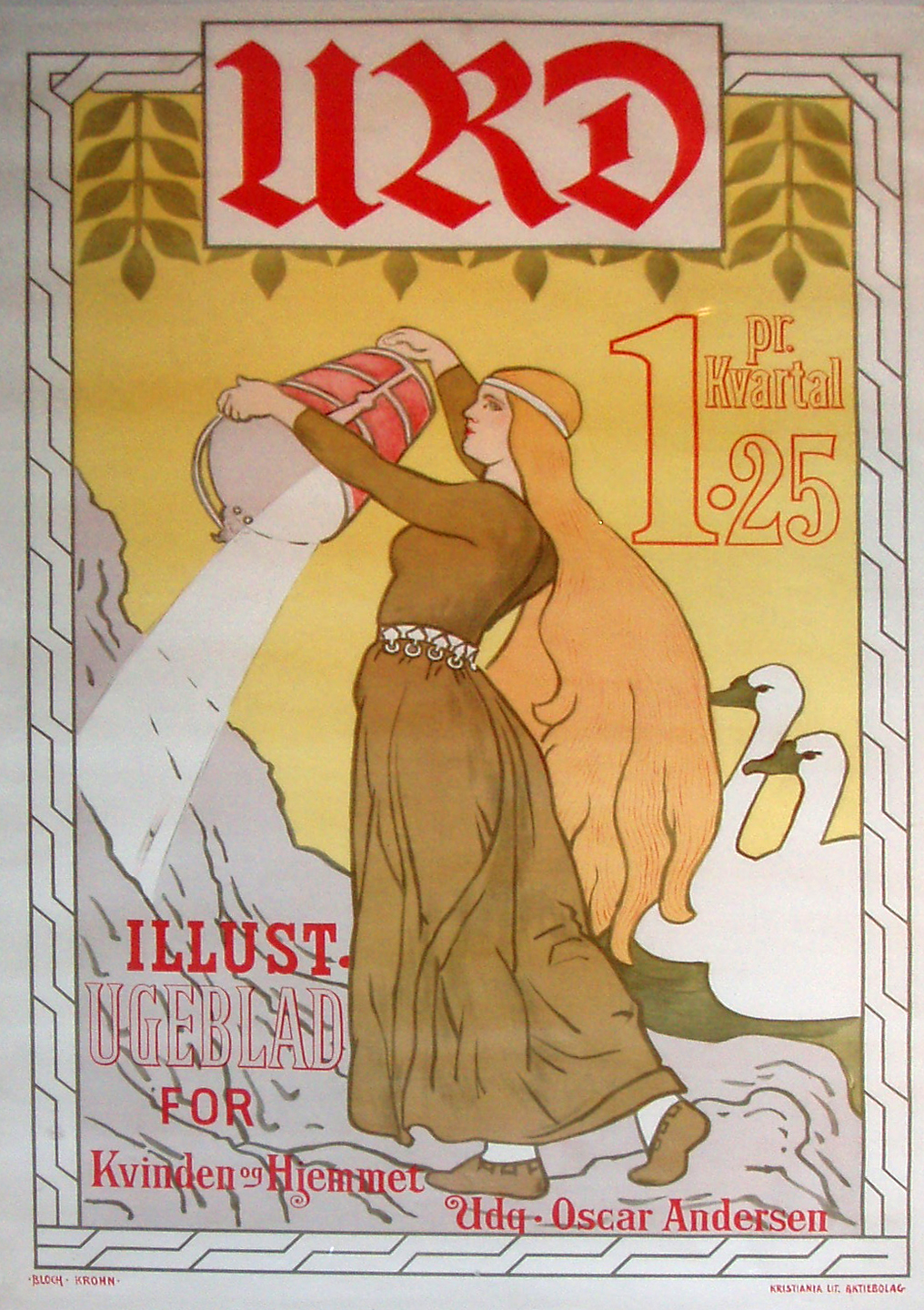
노르웨이의 여성잡지 《우르드》.

우르드(고대 노르드어: Urðr→운명)는 노르드 신화의 노르니르 중 하나이다. 베르단디(Verðandi→현재), 스쿨드(Skuld→미래)와 함께 삼인조를 이루어 사람들의 운명을 결정한다. 우르드는 《고 에다》 중 〈무녀의 예언〉 제20절과 《신 에다》 중 〈길피의 속임수〉에 언급된다.
우르드는 다른 노르니르와 함께 세계수 위그드라실의 세 뿌리 중 아스가르드 쪽으로 뻗은 뿌리 아래의 우르다르브룬느에 산다. 그들은 삶의 실을 물레에 돌리고, 운명을 재보고 자르며, 모든 인간들 뿐 아니라 신들의 운명까지 들여다본다. 아이가 태어날 때면 늘 노르니르가 있어서 그 운명을 결정한다.

## 참고 자료
- Orchard, Andy (1997) Dictionary of Norse Myth and Legend (Orion Publishing Group) ISBN 0-304-34520-2
- Lindow, John (2001) Norse Mythology: A Guide to the Gods, Heroes, Rituals, and Beliefs (Oxford University Press) ISBN 0-19-515382-0
- Steinsland, Gro (2005) Norrøn religion : myter, riter, samfunn (Oslo: Pax forlag) ISBN 978-82-530-2607-7
- Bugge, Sophus (2010) Norroen Fornkvaedi (Nabu Press) ISBN 978-1-146-65668-9